# 涵芬樓
涵芬樓，曾名涵芳樓，是中国上海商務印書館編譯所的藏書樓，創立時期可追溯至1904年，1907年建於上海，1932年被侵华日军炸毁，今有涵芬楼书店。

## 历史
1904年，張元濟主理商務印書館的編務，在編輯工作中，苦於無善本可跡詢，遂創設涵芬樓，取“涵善本書香、知識芬芳”之意。1909年定名涵芳樓，1910年底改稱涵芬樓。
1924年涵芬樓藏書移入東方圖書館，善本室仍稱涵芬樓。1932年爆發一二八事變，商務印書館總廠及東方圖書館毀於日军炮火。涵芬樓藏書除5000餘冊善本移藏在銀行保險庫中，其餘化為灰燼。事變後編有《涵芬樓燼餘書錄》。